# Богатирьово (Казахстан)
Богатирьо́во (каз. Богатырево) — село у складі Алтайського району Східноказахстанської області Казахстану. Входить до складу Малеєвського сільського округу.
Населення — 74 особи (2021; 171 у 2009, 238 у 1999, 298 у 1989).
Національний склад станом на 1989 рік:
- росіяни — 100 %